# Квинт Лутаций Катул (осиновител)
Вижте пояснителната страница за други личности с името Квинт Лутаций Катул.
Квинт Лутаций Катул (на латински: Quintus Lutatius Catulus) е римлянин от Римската република през 2 век пр.н.е. от фамилията Лутации, клон Катул.
Лутаций Катул е женен за Попилия († 87 пр.н.е.). Те имат син Квинт Лутаций Катул (* ок. 150 пр.н.е.; † 87 пр.н.е.), който става консул през 102 пр.н.е. Вероятно това е негов осиновен син, който се казва Секст Юлий Цезар, син на Секст Юлий Цезар и се преименува на Квинт Лутаций Катул.